# Конья (вілаєт)
37°52′00″ пн. ш. 32°29′00″ сх. д. / 37.866666666667° пн. ш. 32.483333333333° сх. д.
Вілаєт Конья (осман. ولايت قونيه‎) — вілаєт Османської імперії, що розташовувався у центральній та південній частині Малої Азії. Утворений 1867 року замість Караманського еялету з площею 91,620 км². У 1922 році з розпадом Османської імперії став складовою частиною Турецької республіки.

## Історія
У 1867 році в рамках реформи часів Танзімату з Караманського еялету було утворено вілаєт Конья. Після поразки у Першій балканській війні 1912—1913 років уряд імперії переселив частину мусульманського населення з колишніх балканських вілаєтів до Малої Азії, зокрема до вілаєту Конья (переважно у сільській місцині).
Під час Першої світової війни вілаєт мав стратегічне значення для пересування через його міста військ та провіанту, був постачальником необхідних ресурсів для османських армій. Під час франко-турецької війни 1920—1921 років став базою для прихильників Турецької республіки. Водночас тут почалися конфлікти між турками та греками і вірменами з огляду на наступ грецького війська у 1921 року на Анкару. Тоді ж Кемалем Ататюрком влаштовано різанину вірмен.
У 1922 році вілаєт було перетворено на провінції Анталія, Бурдур, Испарта, Конья, Нігде.

## Структура
Вілаєт складався з 5 санджаків:
- санджак Конья мав 8 кази: Конья, Акшехір, Сейдішехір, Илгин, Бозкир, Караман, Ереглі, Карапинар
- санджак Нігде — 5 кази: Нігде, Невшехір, Ургюп, Аксарай, Бор
- Бурдурський санджак — 5 кази: Испарта, Улуборлу, Егірдир, Шаркікараагач, Ялвач
- санджак Анталія — 5 кази: Анталія, Ермали, Аланія, Аксекі, Каш
- Гамідабадський санджак (без кази).

## Населення
Відповідно до перепису 1885 року в вілаєті мешкало 1 млн. 88,1 тис. осіб. У 1914 році в вілаєті мешкало 750 712 осіб, що належали до ісламу (переважно суніти), 25 150 — православних (більшість були капподокійськими греками), 12 971 — вірні Вірменської Апостольської церкви. За іншими відомостями, мусульман було 1 213 574 особи, православних 95 768, вірмен — 18 137. Проте ці цифри османського уряду, що намагався штучно збільшити турецьке населення.
Втім незважаючи на гоніння та політику ісламізації ще у 1920 році 10 % становили християни, переважно капподокійські греки. Після 1923 року більшість депортовано або вислано до Греції.

## Економіка
Був одним з розвинутих вілаєтів Османської імперії, чому сприяло географічне розташування, вихід до моря, чудовий клімат та плодючі ґрунти. Основу становили землеробства, тваринництво та розробка корисних копалень. Вирощувалися злакові культури, бавовник, опійний мак. Все це вирощувалося у великій кількості. З 1910-х років потужно розвивалося виробництво трояндової олії.
Існували підприємства з виготовлення шовку. Розвиток вівчарства забезпечував місцеві виробництва вовною, проте більша її частина експортувалася. В інші провінції імперії вивозили худобу, опій, бавовну та шовк. В копальнях вілаєту добувалися хром, ртуть, сірка, кіновар, аргентифер свинцю, кам'яна сіль. Усі мінерали становили статтю експорту. До вілаєту завозилися тканини з Європи, кава, рис, нафта. Розвитку вілаєту сприяло спорудження Анатолійської та Багдадської залізниць, що з'єднала промислові міста провінції з портом Ізмір та Стамбулом й Багдадом відповідно.